# خانتي-مانسييسك
خانتي-مانسييسك (بالروسية: Ханты-Мансийск) هي إحدى مدن روسيا في الكيان الفدرالي الروسي أوكروغ خانتي - مانسي الذاتية.
تقع المدينة في منطقة التايغا غرب سيبيريا على ضفاف نهر إيرتيش بالقرب من منطقة التقائه بنهر اوب. وتبعد عن مدينة ييكاتيرينبرغ مركز دائرة الاورال الفيدرالية أكثر من 1000 كم، وعن العاصمة موسكو 2760 كم. وتبلغ مساحتها 338 كيلومترا مربعا.

## النبذة عن تاريخ المدينة
يعود تاريخ المدينة إلى القرن الـ 17 وتعتبر سنة 1637 هي سنة تأسيس المدينة. وهناك عدد من علماء الاثار والتاريخ يؤكدون ان موقع المدينة كان مأهولا منذ سنة 1582 . وتفيد السجلات التاريخية ان القيصر ميخايل رومانوف امر عام 1637 ببناء بلدة «ساماروفو» التي أصبحت لاحقا مركزا للتجارة والحرف الشعبية. لقد كان الهدف من بناء البلدة هو ضمان مرور القوافل ومرافقة المسؤولين في تنقلاتهم إلى مدينة سورغوت واوبدورسك «سالخارد حاليا». وكان أول من سكن البلدة الحوذيون واسرهم الذين قدموا من اقاليم مختلفة، تبعهم التجار وغيرهم من اصحاب الحرف والمهن. ازداد عدد السكان سريعا وحسب معطيات نتائج التفتيش الذي جرى عام 1748 كان في البلدة 487 حوذيا إضافة إلى عدد كبير من الفلاحين واصحاب المهن الأخرى.
ازدهرت البلدة كثيرا في ستينات القرن الـ 19 بعد إنشاء الميناء على نهر إيرتيش حيث تحولت إلى مركز تجاري مهم.
في بداية القرن الـ 20 كان عدد سكان البلدة لايتجاوز 1000 نسمة وكان فيها كنيسة ومدرسة دينية ومكتبة ومقهى و6 متاجر ومحل حدادة.
بعدر ثورة أكتوبر عام 1917 واقامة السلطة السوفيتية في يناير/كانون الثاني عام 1918 وخلال الحرب الأهلية الروسية أصبحت بلدة «ساماروفو» مقرا لفصائل الأنصار. في عام 1925 انجز العمل في بناء محطة كهرباء صغيرة وباشرت الإذاعة المحلية ببث برامجها. وفي عام 1930 بني مجمع لتصنيع الاسماك وبات للبلدة اسطول لصيد الاسماك. وفي نفس الفترة باشر مصنع الاخشاب بالإنتاج وافتتحت مدرسة جديدة ومستشفى ودائرة البريد والتلغراف. وفي نهاية سنة 1930 قررت السلطة السوفيتية تأسيس دوائر ادارية قومية للاقليات، حيث على اثر ذلك برزت ضرورة إنشاء مركز لكل دائرة ووقع الاختيار على منطقة بالقرب من ساماروفو حيث التايغا السيبيرية واشجار الارز الشاهقة. بدأ تنفيذ المشروع في شهر مايو/ايار عام 1931 في نهاية الثلاثينات من القرن الـ 20 انشئت مدارس مهنية مختلفة كما ربطت البلدة جوا بمدن تيومين وتوبولسك وساليخارد. وفي عام 1934 اكتملت شبكة توزيع الكهرباء في البلدة وافتتح متحف تاريخ المنطقة وتطورت البلدة وازداد عدد نفوسها كثيرا. عام 1940 أصبح اسم البلدة خانتي مانسيسك وفي عام 1950 منحت صفة مدينة، وفي ستينات القرن الـ 20 أصبحت قاعدة اساسية للفرق العلمية الجيولوجية. في عام 1993 أصبحت دائرة خانتي مانسي كيانا روسيا يتمتع بحق وضع ميزانيته المالية.
خلال الفترة بين اعوام 1993 و2005 شهدت المدينة حركة عمرانية واسعة وظهرت فيها مخازن تجارية كبيرة وشركات ومكاتب لشركات خاصة وافتتاح عدد من المصارف الحكومية والاهلية واصبحت مركزا لرياضة التزحلق والبياثلون. وفي عام 2001 اقيمت في المدينة بطولة العالم للشباب في رياضة البياثلون وأول مهرجان دولي للموسيقى «يوغرا» الذي تقرر اقامته سنويا. وفي عام 2003 اقيمت في المدينة المرحلة الاخيرة لبطولة العالم في البياثلون ومهرجان «روح النار» الدولي للافلام السينمائية. واقيمت في المدينة عام 2006 أول سبارتاكياد للشبيبة الروسية شارك فيها حوالي 4300 رياضي ومدرب وحكم من 73 منطقة ومقاطعة يمثلون 9 دوائر فيدرالية.

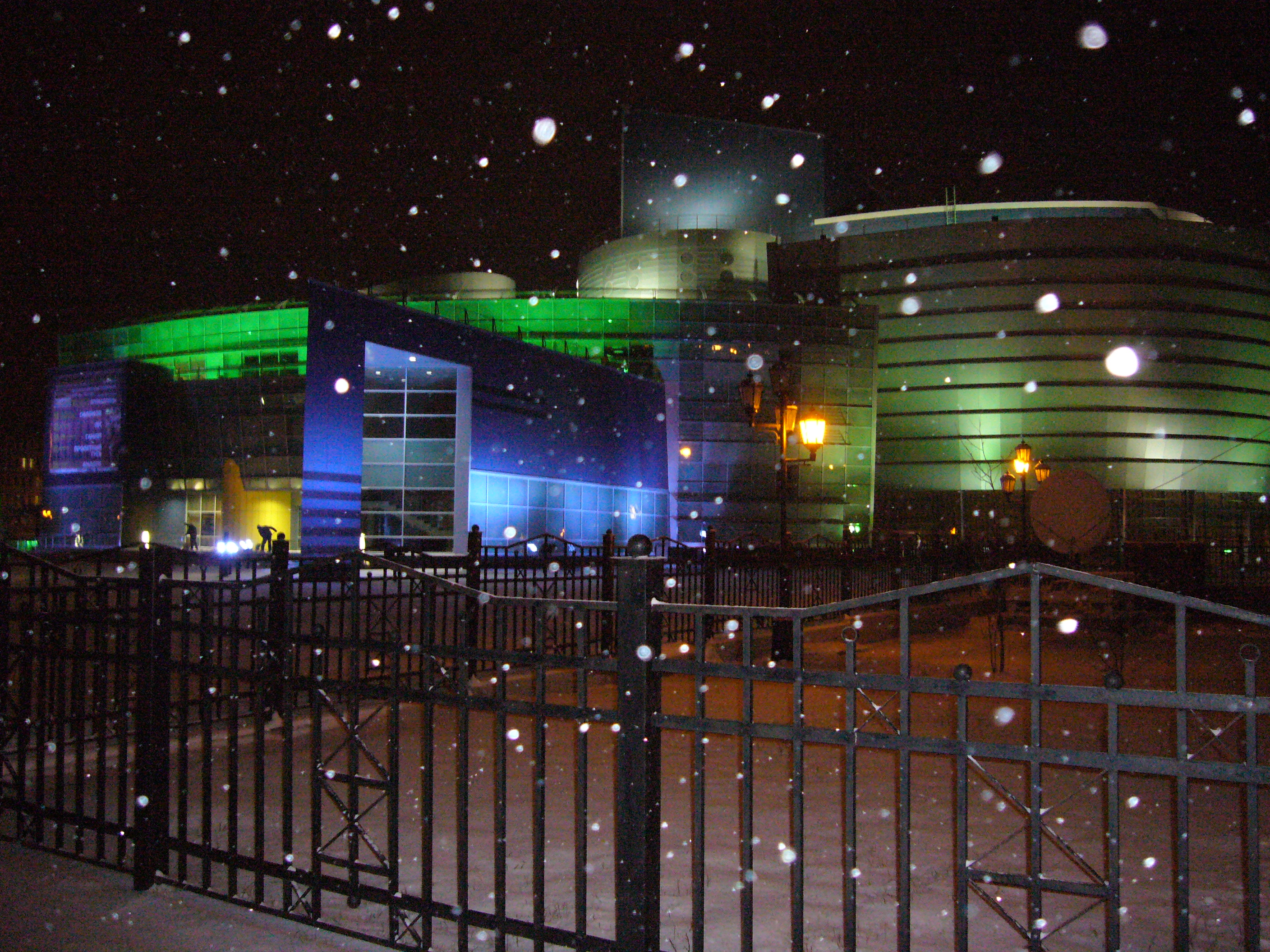
أحد مسارح المدينة

واقيم بالمدينة في شهر يونيو/حزيران عام 2008 لقاء القمة بين روسيا والاتحاد الأوروبي الذي شارك فيه الرئيس دميتري مدفيديف وعدد من كبار المسؤولين في الاتحاد الأوروبي.

## خانتي-مانسييسك اليوم
ان مدينة خانتي مانسيسك اليوم تتطور وتنمو بوتائر سريعة ليس فقط كمركز لاقليم نفطي، بل كمركز للنشاط الاقتصادي والثقافة القومية والرياضة.تتطور المدينة اليوم باعتبارها مركزا لادارة منطقة واسعة غنية بالثروات الطبيعية اقتصاديا. حيث تتمركز فيها مراكز المعلوماتية والاتصالات والدوائر المالية.
يعتبر قطاع صناعة النفط والغاز الضمان الرئيسي لتطور اقتصاد المنطقة. لقد انشئت في المدينة مستشفيات مجهزة باحدث التقنيات والمعدات والاجهزة الطبية، كما انشئت رياض الأطفال والمدارس والمسابح وقاعات لمزاولة الرياضة مزودة باحدث المعدات الرياضية.
وتوجد في المدينة إضافة إلى قطاع الصناعات النفطية صناعات أخرى مثل قطاع صيد وتصنيع الاسماك والصناعات الخفيفة والصناعات الخشبية وغيرها.

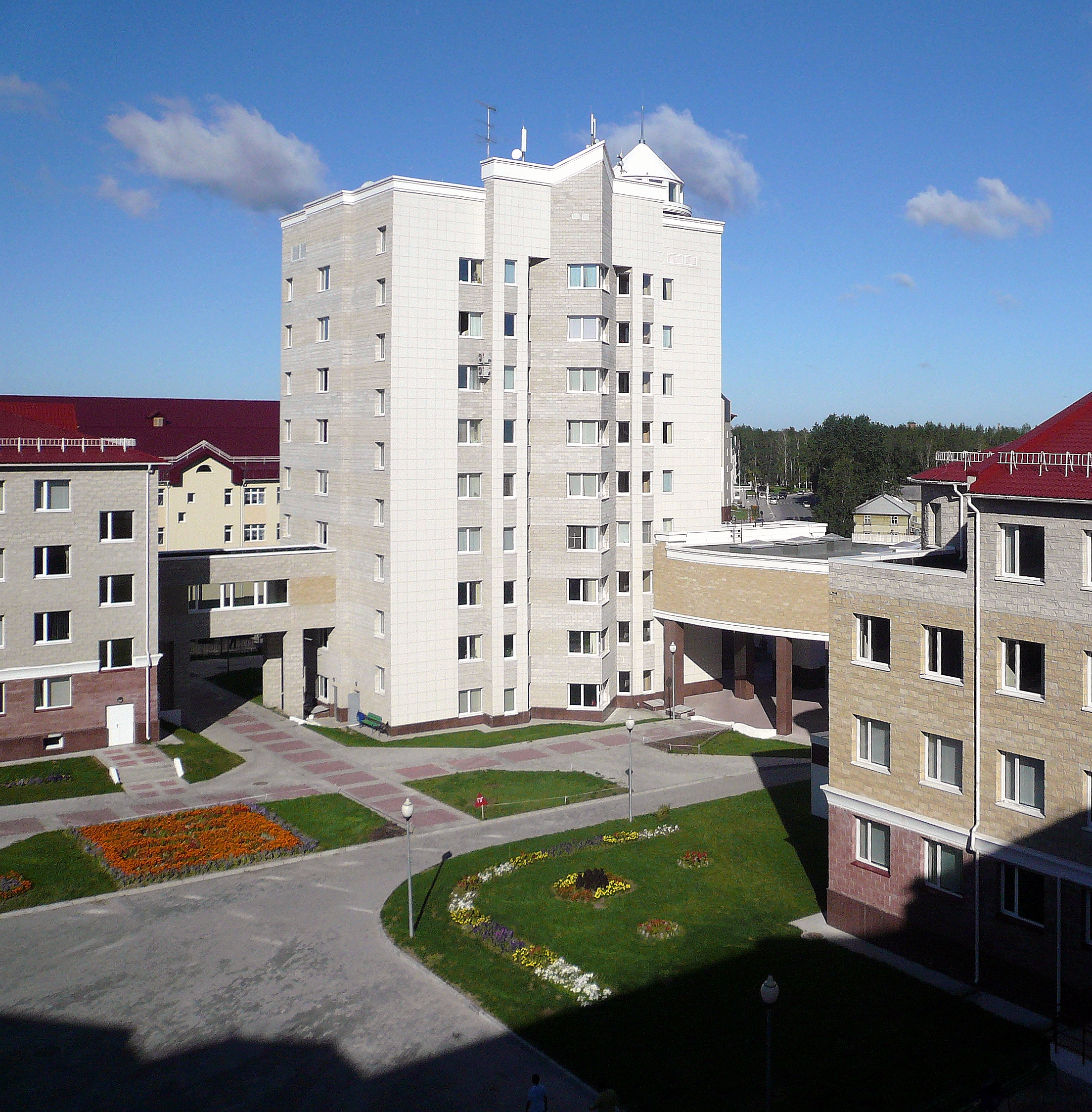
جامعة يوغورا الحكومية

وفي مجال العلم والتعليم توجد في المدينة 7 جامعات وفروع لجامعات حكومية منها جامعة يوغورا الحكومية ومعهد خانتي مانسيسك الحكومي للعلوم الطبية ومعهد الابحاث العلمية لتكنولوجيا المعلوماتية وغيرها. إضافة إلى وجود معاهد وثانويات مهنية مختلفة ومدارس ورياض الأطفال. كما فيها متاحف ونوادي ومراكز ثقافية ومسارح ودور السينما وغاليري اللوحات الفنية وغيرها من اماكن الراحة.